# Andrew White (cricket)
Andrew Roland White (sinh 3 tháng 7 năm 1980) là 1 vận động viên cricket người Ireland, đã thi đấu giải 2007 Cricket World Cup tại West Indies, nơi mà đội tuyển Ireland đã lọt vào vòng Super 8 stage. Anh là right-handed batsman và right-arm off-break bowler. Anh chơi cho câu lạc bộ Northamptonshire từ năm 2005, và đội tuyển Ireland từ năm 2002. Anh cũng từng khoác áo đội U-19 trong năm 1999 và 2000.
Trong hai giải ICC Trophy năm 2001 và 2005, anh đã giúp cho đội tuyển Ireland vào chận chung kết. Từ năm 2006, Andrew White thi đấu Twenty20 cricket cho Northamptonshire.
Anh cộng tác chung vơí Kyle McCallan, ở Grosvenor Grammar School. Andrew bắt đầu công việc từ 1 tháng 9 năm 2007.